# Серизе, Жак де
Жак де Серизе (фр. Jacques de Serizay; 1594, Париж — ноябрь 1653, Ла-Рошфуко) — французский поэт и прозаик, один из основателей и член Французской академии (Кресло № 3, 1634—1653). Возглавлял Академию с 1634 по 11 января 1638 года.
Служил управляющим у герцога де Ларошфуко. Находился в дружеских отношениях с Валантеном Конраром, языковедом времён правления короля Людовика XIII, занимавшим в 1627 году должность королевского секретаря по книгоиздательскому делу, и писательницей Мари де Гурне.
Как и герцог де Ларошфуко, был одним из противников стремления Ришельё преобразовать Общество друзей Конрарта во Французскую академию.
Автор многих речей, которые не сохранились. Написал письмо кардиналу с просьбой стать протектором, входил в состав делегации, которая просила Ришельё одобрить Устав академии. Был руководителем группы по исследованию пьесы П. Корнеля «Сид» и по исправлению текста Шапелена о настроениях Академии; ему принадлежит эпитафия Ришельё.
До наших дней сохранилось лишь несколько его стихов.